# Stephen Batchelor
För författaren Stephen Batchelor, se Stephen Batchelor (författare)
Stephen Batchelor, född den 22 juni 1961 i Beare Green, Storbritannien, är en brittisk landhockeyspelare.
Han tog OS-brons i herrarnas landhockeyturnering i samband med de olympiska landhockeytävlingarna 1984 i Los Angeles.
Därefter tog Batchelor OS-guld i herrarnas landhockeyturnering i samband med de olympiska landhockeytävlingarna 1988 i Seoul.